# 彰化神社
彰化神社（しょうかじんじゃ）は、日本統治時代の台湾台中州彰化市南郭（現在の彰化県彰化市）にあった神社である。

## 祭神
社格は郷社で、能久親王・大国魂命・大己貴命・少彦名命を祭神としていた。

## 歴史
1927年（昭和2年）7月17日、彰化社として鎮座され、翌年の12月22日に神社に昇格した。1937年（昭和12年）11月4日には、郷社に列格した。
戦後、社殿が取り壊され、跡地には太極亭が建てられた。